# Réanimation salvatrice et conservatrice
Pour les articles homonymes, voir DCR.
En chirurgie d'urgence, la réanimation salvatrice et conservatrice (en anglais, damage control resuscitation ou DCR) est une modalité prophylactique. induisant une coagulopathie précoce du traumatisme visant à prévenir la réanimation massive des cristalloïdes en laissant la cavité péritonéale ouverte lorsqu'un patient atteint un stade d'épuisement critique dépourvu d'amélioration notable,.